# خرمال أمبوني
خرمال أمبوني (الاسم العلمي: Diospyros amboinensis) هو نوع من النباتات يتبع جنس الخرمال من الفصيلة الأبنوسية.